# Serica mureensis
Serica mureensis är en skalbaggsart som beskrevs av Ahrens 1999. Serica mureensis ingår i släktet Serica och familjen Melolonthidae. Inga underarter finns listade i Catalogue of Life.